# Nausori
Nausori è una città delle Figi. Nel 2017 la sua popolazione contava 57.866 abitanti , rendendola la quarta città (town) più popolosa del Paese. Situata a 19 chilometri da Suva, ospita tre province: Rewa, Tailevu e Naitasiri.

## Storia
L'antica città di Nausori era situata a circa 5 km a nord di quella attuale, in direzione di Kasavu. Le rovine della città vecchia, situata a Naduruuloulou, sono ancora lì. Ora è un centro turistico e un paradiso per i giardini di flora e fauna tropicale. Qui si possono trovare edifici coloniali, municipi, tribunali locali e grandi residenze, risalenti a prima del XX secolo.
Nel 1882 fu fondato sulla riva sinistra del fiume Rewa uno zuccherificio gestito dalla Colonial Sugar Refining Company of Australia. Fu il primo zuccherificio su larga scala delle Figi e nel 1884 divenne il primo luogo nelle Figi ad essere illuminato dall'elettricità. Lo zuccherificio fu chiuso nel 1959 poiché il suo funzionamento divenne antieconomico principalmente a causa del bassissimo contenuto di zucchero nella canna. Il luogo venne quindi utilizzato per la lavorazione di mangimi per animali e come deposito di legname.

## Infrastrutture
Il ponte Rewa lungo 425 metri eretto sul fiume Rewa, costruito da Fletcher Construction e inaugurato nel 2006, collega Nausori alla capitale Suva.

## Sport
Nausori è la sede delle squadre di calcio Rewa F.C. e Tailevu Naitasiri F.C. e della squadra di rugby Tailevu Knights. Nella città è presente lo stadio sportivo polivalente Vodafone Ratu Cakobau Park che ospita le partite delle tre squadre. Lo stadio ha una capacità di 8.000 persone.